# Marçans (Alts Pirineus)
Marçans (en francès Marsas) és un municipi francès situat al departament dels Alts Pirineus i a la regió d'Occitània.

## Demografia
| 1962                                       | 1968 | 1975 | 1982 | 1990 | 1999 | 2007 |
| ------------------------------------------ | ---- | ---- | ---- | ---- | ---- | ---- |
| 70                                         | 33   | 33   | 31   | 34   | 44   | 61   |
| Des de 1962: població sense dobles comptes |      |      |      |      |      |      |

## Administració
| Període   | Identitat       | Partit |
| --------- | --------------- | ------ |
| 2001-2008 | Christian Aznar |        |
| 2008-     | Philippe Viau   |        |